# Groszowice Wrzosów
Groszowice Wrzosów – Przystanek kolejowy położony we wsi Wrzosów, w powiecie radomskim, w województwie mazowieckim, w Polsce. 
Przystanek zbudowano w ramach modernizacji linii 26 Radom Główny – Łuków.

## Połączenia
Przystanek obsługują wyłącznie pociągi Kolei Mazowieckich relacji R81 Radom Główny – 